# جان گالن
جان گالن (انگلیسی: Johan Gallon؛ زادهٔ ۱۰ آوریل ۱۹۷۸) بازیکن فوتبال اهل فرانسه است.
از باشگاه‌هایی که در آن بازی کرده‌است می‌توان به باشگاه فوتبال استاد برستوا ۲۹، باشگاه فوتبال کلرمون فوت، و باشگاه فوتبال کان اشاره کرد.